# A Face in the Crowd (film)
A Face in the Crowd is een Amerikaanse film uit 1957 onder regie van Elia Kazan met in de hoofdrollen Andy Griffith en Patricia Neal. 
De film is gebaseerd op het korte verhaal Your Arkansas Traveler van Budd Schulberg (uit de bundel Some Faces in the Crowd, New York, 1953). en gaat over een zwerver die van de straat wordt opgepikt door een producer en via radio en televisie grote roem vergaart.
A Face in the Crowd was geen groot succes in de bioscopen. Vermoedelijk omdat de film volgens veel critici zijn tijd ver vooruit was. De film groeide uiteindelijk uit tot een klassieker. A Face in the Crowd werd in 2008 geselecteerd voor conservatie in het National Film Registry van de Library of Congress.

## Verhaal
De radioshow van Martha Jeffries, A Face in the Crowd (Een gezicht in de massa) belicht elke dag een onbekende inwoner uit Arkansas. Jeffries besluit om een onbekende gevangene voor het voetlicht te halen. Ze gaat naar de Pickett county jail, de lokale gevangenis, waar sheriff Big Jeff Bess de scepter zwaait. Ze hoort dat een plaatselijke zwerver, Larry Rhodes, die vastzit voor openbare dronkenschap en wangedrag, eerder weg mag als hij voor de radio optreedt. Jeffries komt onder de invloed van het charisma van Rhodes en geeft hem de bijnaam "Lonesome" (de eenzame), als hij uitbarst in een geïmproviseerde bluessong. Het optreden slaat in als een bom en Lonesome Rhodes wordt ingehuurd voor het morgenprogramma van het radiostation. De brutale improvisaties van Rhodes, een mengeling van verhalen, liedjes en anekdotes over het leven op de weg wordt een hit en sponsors vechten om een plaatsje in de show. Al snel krijgt Rhodes last van sterallures en schept op tegen Jeffries dat hij vrijwel alles wat hij vertelt in de show gelogen heeft.
Als een jaloerse sheriff Bess zijn avances tegenover Jeffries wil afstraffen, slaat Rhodes terug. Hij maakt de sheriff belachelijk in zijn radioshow en verkleint diens kansen om burgemeester te worden. Lonesome blijft groeien en krijgt zelfs een televisieshow aangeboden. Jeffries verhuist met hem mee naar Memphis, maar is verbaasd als ze hoort dat Lonesome zijn fans achter hun rug om belachelijk maakt. In Memphis maakt Rhodes ook geen vrienden, maar heeft wel succes. Hij negeert de scenario's en spreekt het publiek rechtstreeks aan. Als een Afro-Amerikaanse medewerker ontslagen dreigt te worden, weet Rhodes duizenden sympathiebetuigingen los te krijgen van de kijkers. Het onbehouwen gedrag van de zwerver stoort echter de sponsors en er wordt geëist dat hij zijn toon matigt. Hierop neemt Rhodes ontslag. Maar al snel wordt hij ingehuurd door een televisieprogramma die in heel Amerika wordt uitgezonden. Marcia Jeffries laat ondertussen haar laatste restje terughoudendheid varen en gaat met Rhodes naar bed. In New York wordt Rhodes ingezet als de held van sponsor Vitajex, een vitaminepreperaat. In plaats van zich te houden aan de zorgvuldig opgestelde teksten promoot Rhodes de pillen als potentievergroters. De verkoop knalt uit zijn voegen, net als de populariteit van Rhodes. De eigenaar van het televisiestation wil nu Rhodes inzetten om zijn protegé senator Worthington Fuller tot president te laten kiezen. Intussen vraagt Rhodes Marcia Jeffries ten huwelijk. Ze ontdekt echter dat Rhodes meerdere vrouwen ziet en zelfs getrouwd is. Als ze hem daarmee confronteert wuift hij alles weg en zegt dat het huwelijk een vergissing is en dat hij alles zal rechtzetten. Hij vertrekt naar Picket voor een zakentripje en komt tot verbijstering van Marcia terug met zijn nieuwe vrouw, de zeventienjarige Betty Lou Fleckum, een majorette. Als Rhodes in de maanden daarna bijna doorslaat en bijna gek wordt van machtswellust, begrijpt Marcia dat ze Rhodes moet stoppen. De volgende morgen zet ze de microfoon aan vlak voordat het programma live gaat en de begintitels worden afgedraaid. Rhodes die niets in de gaten heeft, doet wat hij altijd vlak voor het programma, hij beledigt zijn fans door ze 'idioten' en 'sukkels' te noemen. Normaliter hoort niemand dat, omdat de microfoon pas aangaat als de begintitels zijn afgelopen, maar nu is Rhodes live te horen. Het publiek is woedend en de sponsors lopen massaal weg. Lonesome trekt zich terug in zijn hotel en schreeuwt tegen Marcia dat hij weer terug zal komen. Hij smeekt haar om hem te helpen maar Marcia zegt dat het over is tussen hen. Ze vlucht weg met het rauwe geschreeuw van Rhodes op de achtergrond.

## Rolverdeling
| Acteur             | Personage                  |
| ------------------ | -------------------------- |
| Andy Griffith      | Larry "Lonesome" Rhodes    |
| Patricia Neal      | Marcia Jeffries            |
| Anthony Franciosa  | Joey DePalma               |
| Walter Matthau     | Mel Miller                 |
| Lee Remick         | Betty Lou Fleckum          |
| Percy Waram        | Haynesworth                |
| Paul McGrath       | Macey                      |
| Rod Brasfield      | Beanie                     |
| Marshall Neilan    | Senator Worthington Fuller |
| Alexander Kirkland | Jim Collier                |
| Charles Irving     | Luffler                    |
| Howard Smith       | J.B. Jeffries              |
| Kay Medford        | Mrs. Rhodes                |
| Big Jeff Bess      | Sheriff Big Jeff Bess      |
| Henry Sharp        | Abe Steiner                |

## Achtergrond

### Scenario
Regisseur Elia Kazan kende scenarioschrijver Budd Schulberg nog van de productie On the Waterfront uit 1954. In 1955 las Kazan een kort verhaal van Schulberg, Your Arkansas Traveler. Hij benaderde Schulberg om er een film van te maken. Schulberg schreef een scenario met als werktitel The Arkansas Traveler. In het scenario draaide alles om de macht van televisie en hoe die macht kan worden misbruikt. In het boek Kazan on Kazan, van Michael Ciment, zegt Kazan dat hij wilde tonen hoe snel een man tot grote hoogten kan stijgen om vervolgens even snel te pletter te vallen als het misgaat. Hij dacht erover om Rhodes zelfmoord te laten plegen, maar liet dat idee varen omdat het te veel afleidde van zijn centrale thema, hij wilde waarschuwen tegen de invloed van televisie. Zijn boodschap was: 'Geloof niet iedereen die op de buis te zien is. Luister goed naar ze en let niet alleen op het uiterlijk'. Als voorbeeld geeft hij Eisenhower die in de jaren vijftig president werd omdat de televisie een beeld gaf van hem als de grootvader van de VS. Aan de andere kant wilde Kazan de televisie niet alleen als iets slechts zien, de kijker moet zelf kunnen kiezen. Samen met Schulberg bezocht Kazan Madison Avenue, waar de grote reclamebureaus van de VS kantoor houden (zie ook de televisieserie Mad Men). Ze bezochten brainstormsessies en briefings voor Lipton (van de theebuiltjes). Deze informatie verwerkte Schulberg in het scenario bij de campagne voor Vitajex. Voor het personage van Lonesome Rhodes keek Schulberg naar verschillende bestaande charismatische personen als Arthur Godfrey, Billy Graham en Huey Long. Met name Godfrey vormde een inspiratiebron. Arthur Godfrey was radio- en televisiester uit de jaren veertig en vijftig bij tv-station CBS. Net als Rhodes had Godfrey weinig op met zijn sponsors en maakte de producten soms belachelijk in zijn programma. In tegenstelling tot wat werd verwacht, profiteerde de sponsor hier meestal van omdat het publiek massaal het gewraakte product kocht. Toen Godfrey tijdens een live-uitzending zanger Julius LaRosa ontsloeg ontdekte het publiek de minder prettige kanten van hun idool. Binnen zeven jaar was Godfrey totaal van het toneel verdwenen. Een andere inspiratiebron was acteur Will Rogers die ook politieke ambities had. Volgens Schulberg was Rogers altijd aardig tegen mensen om ze vervolgens achter hun rug belachelijk te maken. Het incident met de openstaande microfoon kwam volgens Andy Griffith van het 'Uncle Don-incident'. "Uncle Don" was de artiestennaam van komiek en presentator Don Carney. Van 1928 tot 1947 presenteerde hij voor WOR-radio voor kinderen de Uncle Donshow. Bij het afsluiten van een van de programma's had Carney niet in de gaten dat de microfoon nog openstond en zei: "there, that oughta hold the little bastards" (zo, dat zal ze wel even zoethouden, de kleine rotzakken). Er is echter nooit a bandopname gevonden waar deze uitspraak op staat en Carney is nooit geschorst. Het verhaal is vrijwel zeker niet waar en vermoedelijk een broodjeaapverhaal. 

### Acteurs
A Face in the Crowd was het filmdebuut van Andy Griffith. Oorspronkelijk was hij een komiek en had gespeeld in de Broadwayproductie No Time for Sergeants. Een andere debutant was actrice Lee Remick. Haar vertolking van de rol van de zeventienjarige majorette die trouwt met Rhodes, maakte diepe indruk. Haar acteerprestatie trok de aandacht van regisseur Otto Preminger die haar koos voor de rol van Laura Manion in Anatomy of a Murder (1959). Kazan 'rekruteerde' ook een aantal Amerikaanse televisiepersoonlijkheden voor een cameo in de film. Te zien zijn onder anderen Bennett Cerf, Faye Emerson, Betty Furness, Virginia Graham, Burl Ives, Mitch Miller, Sam Levenson, John Cameron Swayze, Mike Wallace, Earl Wilson en Walter Winchell. Countryzanger Big Jeff Bess speelde de rol van sheriff Big Jeff Bess. Bess trad regelmatig op voor radio WLAC in Nashville met zijn band Big Jeff and His Radio Playboys.

### Productie
De film werd grotendeels opgenomen in de Biograph Studios, in de Bronx, New York. De studio was gebouwd in 1912 en was al gebruikt door regisseurs als D.W. Griffith. Verder werd er gefilmd op Iverson Ranch, Chatsworth, Los Angeles, in Memphis, Tennessee, onder andere op het dakterras van het Peabody Hotel, in de NBC-TV-Studio's op Rockefeller Plaza, New York en in Paragould en Piggott in Arkansas.. 

## Muziek
De volgende nummers van Tom Glazer (muziek) en Budd Schulberg (tekst) zijn in de film te horen:
- "Free Man in the Morning" - gezongen door Andy Griffith
- "Vitajex Jingle"
- "Just Plain Folks" - gezongen door Andy Griffith
- "Old Fashioned Marriage" - gezongen door Andy Griffith
- "Mama Guitar" - gezongen door Andy Griffith